# Llista de doctors honoris causa per la Universitat Autònoma de Barcelona
Relació de persones investides com a doctors honoris causa per la Universitat Autònoma de Barcelona, actualitzada el 2021:
| #   | Any  | Imatge | Doctor honoris causa            | Disciplina                                  |
| --- | ---- | ------ | ------------------------------- | ------------------------------------------- |
| 86  | 2009 |        | Katarzyna Chalasinska-Macukov   | medicina                                    |
| 87  | 2009 |        | Albert Fert                     | física                                      |
| 88  | 2009 |        | Pere Portabella                 | cinema                                      |
| 89  | 2010 |        | Germán Elías Berríos            | psiquiatria                                 |
| 90  | 2010 |        | Jean Vezin                      | paleografia, codicologia i diplomàtica      |
| 91  | 2012 |        | Isabel Steva Hernández "Colita" | fotografia                                  |
| 92  | 2012 |        | Roberto Romero                  | medicina                                    |
| 93  | 2013 |        | Janice Monk                     |                                             |
| 94  | 2013 |        | Jordi Porta i Ribalta           | ciències socials                            |
| 95  | 2015 |        | Francisco José Ayala            | biologia, genètica, ètica i filosofia       |
| 96  | 2015 |        | Tatsuo Itoh                     | enginyeria electrònica i de telecomunicació |
| 97  | 2016 |        | Timothy J. Kehoe                | macroeconomia                               |
| 98  | 2017 |        | Josep Maria Flotats i Picas     | art i cultura                               |
| 99  | 2017 |        | Jagat Narula                    | cardiologia                                 |
| 100 | 2017 |        | Manuel Castells Oliván          | sociologia                                  |
| 101 | 2018 |        | Margarita Salas Falgueras       | bioquímica                                  |
| 102 | 2018 |        | Jaume Plensa i Suñé             | escultor                                    |
| 103 | 2019 |        | Marie-Paule Kieny               | virologia                                   |
| 104 | 2019 |        | Caddy Adzuba                    | advocacia i periodisme                      |
| 105 | 2019 |        | Lisa Randall                    | física                                      |
| 106 | 2019 |        | Joaquim Maria Puyal i Ortiga    | periodisme                                  |
| 107 | 2019 |        | Bruno Dente                     | política i educació                         |
| 108 | 2019 |        | Anne Cheng                      | sinologia                                   |
| 109 | 2021 |        | Josep Pons i Viladomat          | música                                      |

- Montserrat Torrent i Serra (2008)
- Miquel Siguan i Soler (2008)
- Jacques H. Drèze (2008)
- Lynn Margulis (2007)
- Ramon Folch i Camarasa (2006)
- Nicolás Sánchez-Albornoz y Aboín (2006)
- Carmen Balcells Segalà (2005)
- Estela Barnes de Carlotto (2005)
- James D. Watson (2005)
- Roberto Torretti (2005)
- Peter Josef Ell (2005)
- Alberto Basso (2004)
- John Elliott (2003)
- Anatoli Georgievich Vitushkin (2003)
- Miquel Batllori i Munné (2003)
- Asim Kurjak (2003)
- Germà Colón Domènech (2003)
- Robert Huber (2000)
- Robert E. Scully (2000)
- Noël Duval (2000)
- Peter C. Doherty (2000)
- René G. Favaloro (2000)
- Michael Berger (1999)
- Joan Brossa Cuervo (1999)
- Marta Mata Garriga (1999)
- Miquel Martí i Pol (1999)
- Jordi Camps i Reverter (1999)
- Manuel Vázquez Montalbán (1997)
- Carles Vallbona i Calbó (1997)
- Lukas Hottinger (1997)
- Jordi Sabater Pi (1997)
- Samuel Ruíz (1997)
- Giorgio Strehler (1995)
- William Strauss (1995)
- Bernard Lown (1995)
- Valentí Fuster Carulla (1994)
- David Cardús Pascual (1994)
- Hugo F. Sonnenschein (1994)
- Jean Serra (1993)
- Miquel Querol Gavaldà (1993)
- Pierre Bonnassie (1993)
- Jack Steinberger (1992)
- Pere Calders i Rossinyol (1992)
- John D. Bonagura (1992)
- Sheila Sherlock (1991)
- Paolo Grossi (1991)
- Nelson Mandela (1991)
- Paul Puech (1990)
- Thomas N. Bisson (1990)
- Leonid Hurwicz (1989)
- Federico Mayor Zaragoza (1989)
- Peter H. Hilton (1989)
- Frederick C. Goetz (1988)
- Géza Alfüldy (1988)
- Paul Fraisse (1988)
- Oswaldo A. Reig (1988)
- Maurice Duverger (1988)
- John H. Exton (1987)
- Lluís Antoni Santaló (1985)
- Manuel Cardona Castro (1985)
- Gabriel Germain (1984)
- Serafín Fraga Sánchez (1984)
- Raymond Daudel (1984)
- Joan Vallet de Goytisolo (1984)
- Maurice E. Müller (1984)
- Joan Fuster Ortells (1984)
- Eduard Nicol (1983)
- Ramon Xirau i Subias (1983)
- Xavier Montsalvatge Bassols (1983)
- Saul B. Gusberg (1983)
- Pere Cuatrecasas (1983)
- Koldo Mitxelena Elissalt (1983)
- Louis Michel (1983)
- Maria Victoria de la Cruz (1982)
- Silvio Garattini (1982)
- Jacques Alphonse Ruffié (1982)
- Francesc Español Coll (1982)
- Eugeni Sierra Ràfols (1982)
- Josep Puig Brutau (1981)
- Jordi Folch i Pi (1979)
- Josep Ferrater Mora (1979)
- Pau Vila i Dinarès (1979)
- Joan Coromines Vigneaux (1976)
- Jordi Rubió i Balaguer (1976)
- Guillermo Colom Casanovas (1976)
- Josep Trueta Raspall (1976)